# Shankarampet
Shankarampet es una ciudad censal situada en el distrito de Medak en el estado de Telangana (India). Su población es de 6227 habitantes (2011). 

## Demografía
Según el censo de 2011 la población de Shankarampet era de 6227 habitantes, de los cuales 3105 eran hombres y 3122 eran mujeres. Shankarampet tiene una tasa media de alfabetización del 65,93%, inferior a la media estatal del 67,02%: la alfabetización masculina es del 78,29%, y la alfabetización femenina del 53,62%.